# شهرستان یوانشی
شهرستان یوانشی (به لاتین: Yuanshi County) یک شهرستان‌های جمهوری خلق چین در چین است که در شیجیاژوانگ واقع شده‌است.